# أنظمة علاج الصدمة
إن أنظمة علاج الصدمة هو نموذج علاج الصحة النفسية للأطفال واليافعين الذين قد تعرضوا لصدمة نفسية، ويمكن تعريف الصدمة بأنها معايشة أو مشاهدة أو مواجهة حدث أو أحداث تحتوى على موت محقق أو خطر الموت أوإصابة خطيرة أو تهديد للسلامة الجسدية للشخص أو اَخرين. إن أنظمة علاج الصدمة تركز على إحتياجات الطفل العاطفية والسلوكية كما تركز على البيئة التي يعايشها الطفل كالمنزل والمدرسة والمجتمع.
إن نموذج العلاج يحتوى على أربع مكونات؛ العلاج النفسي القائم على المهارات والرعاية في المنزل والمجتمع ودعم المريض والعلاج النفسي باستخدام الأدوية.
الموصوفة بالكامل في كتيب العلاج المنشور. إن التجربة الإكلينيكية أظهرت أن أنظمة علاج الصدمة فعالة في تحسين الصحة الذهنية والنمو الطبيعى للأطفال الذين قد تعرضوا لصدمة. إن أنظمة علاج الصدمة تم تكرارها بنجاح.
إن العلاج بأنظمة علاج الصدمة ليست للضحايا فقط. إنما تعلم أيضاً الأشخاص المحيطين بهم كيفية دعم الضحايا خلال فترة النقاهة ومساعدتهم في التحكم في انفعالاتهم أثناء أي أحداث ضغط عصبى مستقبلية.
عندما نتحدث عن أنظمة علاج الصدمة فإن المعالجين يتطلعون إلى أربع فئات؛
سبب إحتياج الطفل لأنظمة علاج الصدمة. العلامات والأعراض التي يظهرها الطفل. طرق الإدارة والعلاج، ونتائج علاج الأطفال بأنظمة علاج الصدمة، والنظر في أسباب الصدمة العاطفية، والأسر المشتركة في ذلك، وكيف بإمكان العلاج مساعدة تعافى الطفل بالإضافة إلى ذلك البالغين كعامل مهم.